# Dorfstetten
Dorfstetten – gmina w Austrii, w kraju związkowym Dolna Austria, w powiecie Melk. Według Austriackiego Urzędu Statystycznego liczyła 578 mieszkańców (1 stycznia 2014).